# Lightning to the Nations
| 전문가 평가                      | 전문가 평가 |
| 평가 점수                        | 평가 점수   |
| 출처                             | 점수        |
| -------------------------------- | ----------- |
| AllMusic                         | [ 2 ]       |
| Collector's Guide to Heavy Metal | 10/10       |
| Sounds                           | [ 4 ]       |

《Lightning to the Nations》는 영국의 헤비 메탈 밴드 다이아몬드 헤드의 데뷔 음반이다. 이 음반은 1980년 (1977년과 1979년 데모 이후)에 녹음되었고, 주요 레이블의 관심이 부족하고 아이언 메이든과 데프 레퍼드와 같은 같은 시대의 다른 밴드들이 이미 유명해졌기 때문에 공을 굴려야 한다고 느꼈기 때문에 우스터의 올드 스미스 스튜디오의 프로듀서 머프 머핀이 소유한 레이블인 해피 페이스 레코드를 통해 그 해 말에 발매되었다.
이 음반은 원래 제목이나 트랙 목록이 없는 평범한 흰색 소매로 발매되었고, 그 후 음반의 첫 번째 트랙의 이름을 따서 명명되었다. 메탈 블레이드 레코드는 1992년에 CD로 재발매했다. 2001년에는 생츄어리 레코드에 의해 원래의 "화이트 앨범" 형태로 재발매되었으며, 이 시대의 싱글과 EP에 수록된 7개의 보너스 트랙이 포함되었다.

## 배경
다이아몬드 헤드는 AC/DC와 아이언 메이든의 지원으로 투어에 충분한 관심을 얻었다. 비록 다수의 레코드 회사들이 밴드에 서명하기 위해 싸웠지만, 아무도 기꺼이 전적으로 헌신하지 않았다. 당시 밴드가 숀 해리스의 어머니(린다 해리스)에 의해 관리되었다는 사실은 밴드의 상업적 모멘텀에 도움이 되지 않았다. 그래서 다른 뉴 웨이브 오브 브리티시 헤비 메탈 밴드가 주요 레이블에 서명하고 자체 투어의 헤드라인을 장식하는 동안, 다이아몬드 헤드는 점점 더 참을성이 없어졌고 그들의 레이블인 해피 페이스 레코드를 통해 그들의 자료를 발표하기로 결정했다.

## 곡 목록
모든 곡들은 숀 해리스와 브라이언 태틀러에 의해 작사/작곡하였다.
| #  | 제목                         | 재생 시간 |
| -- | ---------------------------- | --------- |
| 1. | 〈Lightning to the Nations〉 | 4:15      |
| 2. | 〈The Prince〉               | 6:27      |
| 3. | 〈Sucking My Love〉          | 9:35      |

| #  | 제목                   | 재생 시간 |
| -- | ---------------------- | --------- |
| 4. | 〈Am I Evil?〉         | 7:39      |
| 5. | 〈Sweet and Innocent〉 | 3:13      |
| 6. | 〈It's Electric〉      | 3:37      |
| 7. | 〈Helpless〉           | 6:52      |